# شوتا ایزوکا
شوتا ایزوکا (انگلیسی: Shōta Iizuka؛ ۲۵ ژوئن ۱۹۹۱) دونده اهل ژاپن است.
از افتخارات وی میتوان به کسب مدال برنز ۲۰۰ متر در یونیورسیاد ۲۰۱۳ اشاره کرد.